# Feel This Moment
"Feel This Moment" là một bài hát của nam nghệ sĩ nhạc rap người Mỹ gốc Cuba Pitbull hợp tác với nữ nghệ sĩ thu âm người Mỹ Christina Aguilera. Bài hát được chọn phát hành làm đĩa đơn thứ tư từ album Global Warming (2012). "Feel This Moment" được sáng tác bởi Nasri Atweh, Adam Messinger, Nolan Lambroza, DJ Buddha, Pitbull, và Aguilera, đồng thời được sản xuất bởi Adam Messinger, Sir Nolan, Nasri và DJ Buddha. "Feel This Moment" có sử dụng một phần giai điệu từ bài hát "Take on Me" của ban nhạc A-ha.
"Feel This Moment" là một bài hát thuộc thể loại nhạc dance-pop, hip house và electro house, nói về việc dừng lại cuộc đời và dành một chút thời gian để cảm nhận cuộc sống. Bài hát đã được nhiều nhà phê bình nhạc đánh giá cao nhờ giọng ca khỏe khoắn và hấp dẫn của Christina Aguilera trong bài hát, đồng thời họ cũng khen ngợi việc sử dụng đoạn giai điệu của "Take on Me" trong bài hát. Về mặt thương mại, bài hát đã lọt vào bảng xếp hạng tại một vài quốc gia, trong đó có Áo, Canada, Pháp và Thụy Sĩ, khi Global Warming được phát hành.

## Thực hiện
Ngày 16 tháng 10 năm 2012, trang web chính thức của rapper Pitbull thông báo album Global Warming sẽ chứa nhiều bài hát hợp tác với các nghệ sĩ khác, trong đó có cả Christina Aguilera trong bài hát "Feel This Moment". Pitbull đã trao đổi trong một cuộc phỏng vấn về "Feel This Moment", "Bài hát là một bản thu âm đặc biệt, và khi được làm việc với Christina Aguilera, đó như là một vinh hạnh thật lớn, một điềm lành, một nghệ sĩ mà tôi đặc biệt ngưỡng mộ, với tài năng của cô ấy, giọng hát và âm vực của cô ấy, tôi nghĩ Christina có thể làm được. Feel This Moment là một bài hát tuyệt vời, và ai cũng muốn nhảy nhót theo nó. Và về mặt ý nghĩa nó nói rằng không phải sống để thưởng thức một giây phút nhỏ nhoi nào mà sống là để cảm nhận cuộc sống, đó chính là khoảnh khắc tuyệt vời." Tuy nhiên, đã có hai bản thu bị rò rỉ trên mạng, một bản nhạc mẫu bị rò ngày 23 tháng 10 năm 2012 và bản đầy đủ bị rò tháng 12 cùng năm.

## Nhạc lý và ca từ
"Feel This Moment" được sáng tác bởi nhiều người viết bài hát, trong đó có ca sĩ khách mời Christina Aguilera cùng Nasri Atweh, Chantal Kreviazuk, Nolan Lambroza, Adam Messinger, Armando Perez, Urales Vargas, Magne Furuholmen, Morten Harket, Pål Waaktaar và được sản xuất bởi Messinger, Nasri, Sir Nolan và DJ Buddha. Bài hát có chứa đoạn nhạc mẫu từ bài hát hit "Take on Me" của ban nhạc A-ha. "Feel This Moment" là một bài hát mang thể loại dance-pop, hip house, electro house, với lời bài hát nói về việc dừng lại cuộc đời để thưởng thức một giây phút nào đó. Phần ca từ được các nhà phê bình so sánh với "Get It Started" của Pitbull với Shakira, "Rest of My Life" của Ludacris, David Guetta với Usher và "Die Young" của Kesha.

## Đánh giá chuyên môn

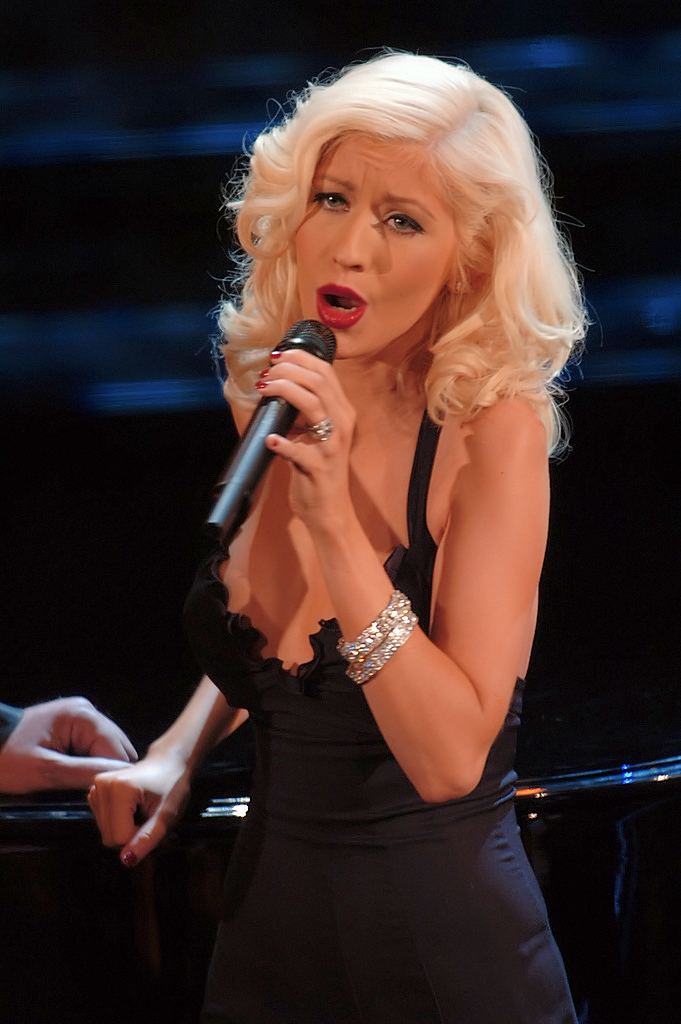
Sự xuất hiện của Christina Aguilera đã được các nhà phê bình khen ngợi.

"Feel This Moment" chủ yếu nhận được các đánh giá tích cực từ các nhà phê bình. Họ cho rằng sự xuất hiện của Christina Aguilera đã giúp cho bài hát trở nên hấp dẫn hơn. David Jeffries từ trang mạng Allmusic đã nhận xét rằng bài hát là điểm nhấn của cả album, và là "một sự bùng nổ disco hoành tráng." Nhà báo Ray Rahman từ tạp chí Entertainment Weekly thì cảm thấy rằng "Feel This Moment" là "bài hát hay nhất của cả album", nói rằng "bài hát đã sử dụng đoạn nhạc mẫu của "Take on Me" và biến nó trở nên hay hơn bao giờ hết." Sarah Godfrey của The Washington Post cũng đồng ý rằng "Feel This Moment" là một trong ba bài hát hay nhất của album. Mikael Wood của tờ Los Angeles Times nói rằng "bài hát chuyển đoạn nhạc của A-ha mang thể loại synthpop của những năm 80 sang loại nhạc sôi động huyên náo ở Las Vegas." Jeremy Thomas của 411 Mania cũng ca ngợi sự xuất hiện của Christina và nói rằng "cô ấy đã thêm gia vị vào phong cách âm nhạc của Pitbull, khiến cho bài hát, nếu như không nhất thiết phải tốt, thì cũng dễ nghe hơn."

## Diễn biến trên các bảng xếp hạng
"Feel This Moment" nhìn chung là một bài hit cỡ trung, đã xếp hạng tại khá nhiều quốc gia toàn thế giới. Bài hát đã lọt vào tốp 10 bảng xếp hạng của các quốc gia Áo, Israel, Na Uy và Ba Lan cùng rất nhiều quốc gia khác.
Trên bảng xếp hạng SNEP của Pháp, "Feel This Moment" ra mắt ở vị trí #169 vào ngày 15 tháng 12 năm 2012. Sau nhiều tuần lên hạng, "Feel This Moment" đạt vị trí cao nhất là #23 trên bảng xếp hạng này. Tại Áo, "Feel This Moment" ra mắt tại vị trí #29 trên bảng xếp hạng Ö3 Austria Top 40 vào ngày 30 tháng 11 năm 2012. Sau đó, bài hát leo lên vị trí #27 và liên tục rớt hạng trong 2 tuần sau đó. Ngày 25 tháng 1 năm 2013, "Feel This Moment" có mặt lại trên bảng xếp hạng ở vị trí #11 và liên tục lên hạng, leo lên vị trí #7 trong tuần thứ 6, vị trí #4 trong các tuần tiếp theo và sau đó đạt vị trí cao nhất là #2.
Tại Thụy Sĩ, "Feel This Moment" ra mắt tại vị trí #40 trên Schweizer Hitparade ngày 2 tháng 12 năm 2012. Sau đó bài hát đạt vị trí cao nhất là #13. Tại Đức, "Feel This Moment" ra mắt tại vị trí #12 trên bảng xếp hạng Media Control Chart và sau đó đạt vị trí cao nhất là #11. Tại Úc, bài hát đạt vị trí cao nhất là #6 trên bảng xếp hạng ARIA Charts. Tại Mỹ, "Feel This Moment" lúc đầu chỉ được xếp hạng trên Bubbling Under Hot 100 Singles ở vị trí #24 nhưng sau đó thì bài hát có mặt trên bảng xếp hạng chính thức của Mỹ Billboard Hot 100 và liên tục lên hạng. Đến nay, "Feel This Moment" đã đạt vị trí thứ 13 tại Mỹ sau nhiều tuần lên hạng vùn vụt.

## Biểu diễn trực tiếp
Pitbull và Christina đã cùng nhau biểu diễn "Feel This Moment" lần đầu tiên tại Giải thưởng Âm nhạc Mỹ năm 2012, kết hợp với bài hát "Don't Stop the Party".

## Danh sách bài hát và định dạng
- Tải kỹ thuật số[10]

1. "Feel This Moment" – 3:51

- Đĩa CD[11]

1. "Feel This Moment" – 3:51
2. "Don't Stop the Party" (Bản phối của R3hab & Zroq) (hợp tác với TJR) – 3:36

- Đĩa CD quảng bá[12]

1. "Feel This Moment" (Bản chỉnh sửa trên radio) – 3:19
2. "Feel This Moment" (Bản album) – 3:49

## Tham gia thực hiện
- Armando C. Perez – hát, sáng tác
- Chantal Kreviazuk – sáng tác
- Nolan Lambroza – sáng tác, sản xuất thu âm
- Adam Messinger – sáng tác, sản xuất thu âm
- Urales "DJ Buddha" Vargas – sáng tác, sản xuất thu âm
- Christina Aguilera – hát
- Nasri – sáng tác, sản xuất thu âm

## Bảng xếp hạng và doanh số chứng nhận
| Bảng xếp hạng (2013)                 | Vị trí cao nhất |
| ------------------------------------ | --------------- |
| Úc (ARIA)                            | 6               |
| Áo (Ö3 Austria Top 40)               | 2               |
| Bỉ (Ultratop 50 Flanders)            | 7               |
| Bỉ (Ultratop 50 Wallonia)            | 6               |
| Bulgaria (BAMP)                      | 1               |
| Brazil (Billboard Brasil Hot 100)    | 25              |
| Brazil Hot Pop Songs                 | 4               |
| Canada (Canadian Hot 100)            | 4               |
| Colombia (National-Report)           | 18              |
| Cộng hòa Séc (Rádio Top 100)         | 1               |
| Đan Mạch (Tracklisten)               | 16              |
| Euro Digital Songs (Billboard)       | 5               |
| Phần Lan (Suomen virallinen lista)   | 6               |
| Pháp (SNEP)                          | 23              |
| Đức (GfK)                            | 9               |
| Greece Digital Songs (Billboard)     | 8               |
| Hungary (Dance Top 40)               | 6               |
| Hungary (Rádiós Top 40)              | 9               |
| Hungary (Single Top 40)              | 3               |
| Iceland (Tonlist)                    | 2               |
| Ireland (IRMA)                       | 13              |
| Israel (Media Forest)                | 6               |
| Mexico (Monitor Latino)              | 3               |
| Hà Lan (Dutch Top 40)                | 6               |
| New Zealand (Recorded Music NZ)      | 5               |
| Na Uy (VG-lista)                     | 6               |
| Ba Lan (Polish Airplay Top 5)        | 3               |
| Scotland (OCC)                       | 2               |
| Slovakia (Rádio Top 100)             | 4               |
| Hàn Quốc (GAON)                      | 2               |
| Tây Ban Nha (PROMUSICAE)             | 1               |
| Thụy Điển (Sverigetopplistan)        | 21              |
| Thụy Sĩ (Schweizer Hitparade)        | 7               |
| Anh Quốc (OCC)                       | 5               |
| Anh Quốc Dance (OCC)                 | 1               |
| Hoa Kỳ Billboard Hot 100             | 8               |
| Hoa Kỳ Pop Airplay (Billboard)       | 3               |
| Hoa Kỳ Adult Pop Airplay (Billboard) | 18              |
| Hoa Kỳ Dance Club Songs (Billboard)  | 17              |
| Hoa Kỳ Hot Rap Songs (Billboard)     | 3               |

| Quốc gia                                                                           | Chứng nhận       | Số đơn vị/doanh số chứng nhận |
| ---------------------------------------------------------------------------------- | ---------------- | ----------------------------- |
| Úc (ARIA)                                                                          | 3× Bạch kim      | 210.000^                      |
| Áo (IFPI Áo)                                                                       | Vàng             | 15.000*                       |
| Bỉ (BEA)                                                                           | Vàng             | 15,000*                       |
| Canada (Music Canada)                                                              | 4× Bạch kim      | 320.000*                      |
| Đan Mạch (IFPI Đan Mạch)                                                           | Vàng             | 15,000^                       |
| Đức (BVMI)                                                                         | Vàng             | 250.000^                      |
| Ý (FIMI)                                                                           | Bạch kim         | 30.000*                       |
| México (AMPROFON)                                                                  | 2× Bạch kim+Vàng | 150,000*                      |
| New Zealand (RMNZ)                                                                 | Bạch kim         | 15.000*                       |
| Tây Ban Nha (PROMUSICAE)                                                           | Vàng             | 20,000*                       |
| Thụy Điển (GLF)                                                                    | Bạch kim         | 20.000‡                       |
| Anh Quốc (BPI)                                                                     | Bạc              | 200.000^                      |
| Hoa Kỳ (RIAA)                                                                      | 2× Bạch kim      | 2,000,000                     |
| * Chứng nhận dựa theo doanh số tiêu thụ. ^ Chứng nhận dựa theo doanh số nhập hàng. |                  |                               |

| Bảng xếp hạng (2013)            | Vị trí |
| ------------------------------- | ------ |
| Canada (Canadian Hot 100)       | 20     |
| Denmark (Tracklisten)           | 45     |
| Hungary (Rádiós Top 40)         | 18     |
| New Zealand (Recorded Music NZ) | 33     |
| Spain (PROMUSICAE)              | 13     |
| US Billboard Hot 100            | 36     |

## Lịch sử phát hành
| Quốc gia | Ngày               | Định dạng |
| -------- | ------------------ | --------- |
| Đức      | 22 tháng hai, 2013 | Đĩa CD    |